# Commissario europeo della Croazia
Il commissario europeo della Croazia è un membro della Commissione europea proposto al Presidente della Commissione dal Governo della Croazia.
La Croazia ha diritto ad un commissario europeo dal 1º luglio 2013, data della sua adesione all'Unione europea.

## Lista dei commissari europei della Croazia
| Commissario    | Competenza                               | Commissione      | Periodo        | Partito |
| -------------- | ---------------------------------------- | ---------------- | -------------- | ------- |
| Dubravka Šuica | Mediterraneo                             | von der Leyen II | 2024-in carica | HDZ     |
| Dubravka Šuica | Democrazia e demografia (Vicepresidente) | von der Leyen I  | 2019-2024      | HDZ     |
| Neven Mimica   | Cooperazione internazionale e sviluppo   | Juncker          | 2014-2019      | SDP     |
| Neven Mimica   | Tutela dei consumatori                   | Barroso II       | 2013-2014      | SDP     |